# Рубенис, Мартиньш
Ма́ртиньш Ру́бенис (латыш. Mārtiņš Rubenis, род. 26 сентября 1978 года в Риге, Латвийская ССР) — латвийский спортсмен-саночник, первый обладатель медали зимних Олимпийских игр в истории независимой Латвии. Двукратный чемпион Европы и двукратный вице-чемпион мира по санном спорту.

## Спортивная биография
На 2006 году в Турине Латвия в 8-й раз в истории принимала участие в зимней Олимпиаде, и 12 февраля 27-летний Рубенис принёс своей стране первую награду. После 3 из 4 заездов мужских одиночек Мартиньш занимал 3-е место, немного опережая американца Тони Беншуфа и немца Давида Мёллера. В последнем заезде Рубенис показал абсолютно лучшее время среди всех участников и уверенно занял итоговое третье место вслед за итальянцем Армином Цёггелером и россиянином Альбертом Демченко. В 2006 году Мартиньш был признан лучшим спортсменом года в Латвии.
На зимних Олимпийских играх 2014 года в Сочи завоевал бронзу в смешанной эстафете. Почта Латвии выпустила памятную марку с изображением саночников, завоевавших олимпийскую бронзу, включая Рубениса.
Завершил карьеру после Олимпийских игр 2014 года. После окончания карьеры стал тренером сборной Латвии по санному спорту
Награждён орденом Трёх звёзд V степени (2010)  и крестом Признания III степени (2014). Рубенис в качестве диджея занимается альтернативной музыкой. Практикует фалуньгун.

## Рубенис на зимних Олимпийских играх
| Олимпийские игры    | Одиночки | Эстафета |
| ------------------- | -------- | -------- |
| 1998 Нагано         | 14       | н/д      |
| 2002 Солт-Лейк-Сити | DNF      | н/д      |
| 2006 Турин          | 3        | н/д      |
| 2010 Ванкувер       | 11       | н/д      |
| 2014 Coчи           | 10       | 3        |